# Марко Мирић
Марко Мирић (Крагујевац, 26. март 1987) српски је фудбалер.

## Клупска каријера
Мирић је поникао у крагујевачкој Застави. Сениорски деби је имао у Водојажи из Грошнице, са којом се такмичио у зонском рангу такмичења. Одатле је прешао у Металац из Горњег Милановца са којим је успео да од Српске лиге стигне до Суперлиге. Свој први наступ у највишем рангу такмичења није забележио у Металцу, већ у суботичком Спартаку, у који је прешао 2009. године.
Дана 1. фебруара 2012. године, Мирић је потписао трогодишњи уговор са Црвеном звездом. Провео је нешто мање од две године у Црвеној звезди и током тог периода није успео да се избори за статус стандардног првотимца. Био је и на шестомесечној позајмици у Радничком 1923, након чега се вратио у клуб, али је и даље имао статус резервисте. У децембру 2013. поднео је захтев за раскид уговора, због неизмирених дуговања.
Након што је на Арбитражној комисији добио раскид уговора са Звездом, Мирић је у јануару 2014. потписао уговор са белоруским Минском. У августу исте године прешао је у хрватског прволигаша Славен Белупо из Копривнице, где је са 10 постигнутих погодака био најбољи клупски стрелац у сезони 2014/15. Након сезоне у Славену, Мирић проводи четири године у белгијском Локерену. Сезону 2019/20. провео је у бањалучком Борцу. У августу 2020. потписао је за Раднички 1923 из Крагујевца. У сезони 2020/21. са Радничким је изборио пласман у Суперлигу Србије. У септембру 2022. прешао је у Младост из Лучана. Клуб је напустио крајем наредне календарске године. Убрзо је потписао за Металац из Горњег Милановца, по други пут у каријери. Уследили су ангажмани у Српској лиги Запад где је прво наступао за Полет Љубић а затим и за Напредак из Марковца.

## Репрезентација
Својим играма у Спартаку заслужио је позив у репрезентацију Србије за коју је дебитовао 17. новембра 2010. у пријатељском сусрету против Бугарске (1:0) у Софији. Још на два сусрета је облачио репрезентативни дрес – против Јужне Кореје (1:2) у Сеулу и Аустралије (0:0) у Мелбурну, у јуну 2011. године.

### Статистика
Ажурирано 29. децембра 2023.
| Србија | Србија  | Србија |
| Године | Наступа | Голова |
| ------ | ------- | ------ |
| 2010.  | 1       | 0      |
| 2011.  | 2       | 0      |
| Укупно | 3       | 0      |

## Трофеји

### Црвена звезда
- Куп Србије (1) : 2011/12.